# Cantón de Saint-Valery-en-Caux
El Cantón de Saint-Valery-en-Caux es una división administrativa dentro de la República Francesa situada en el Distrito de Dieppe, del Departamento francés de Sena Marítimo, en la región de Alta Normandia. 
En el cantón de Saint-Valery-en-Caux se desarrolla la pesca, actividad agrícola e industrias livianas en torno al pueblo de Saint-Valery-en-Caux. La altitud varía entre 0 m en Ingouville, hasta los 129 m en Drosay, con una altitud media de 68 metros sobre el nivel del mar. 

## Comunas del cantón
- Blosseville
- Cailleville
- Drosay
- Gueutteville-les-Grès
- Ingouville
- Manneville-ès-Plains
- Le Mesnil-Durdent
- Néville
- Pleine-Sève
- Sainte-Colombe
- Saint-Riquier-ès-Plains
- Saint-Sylvain
- Saint-Valery-en-Caux
- Veules-les-Roses

## Nota
- Este artículo está basado en el artículo equivalente de la Wikipedia en francés, consultada el 8 de octubre de 2012.

- Datos: Q960483